# Paul-Gustave Froment

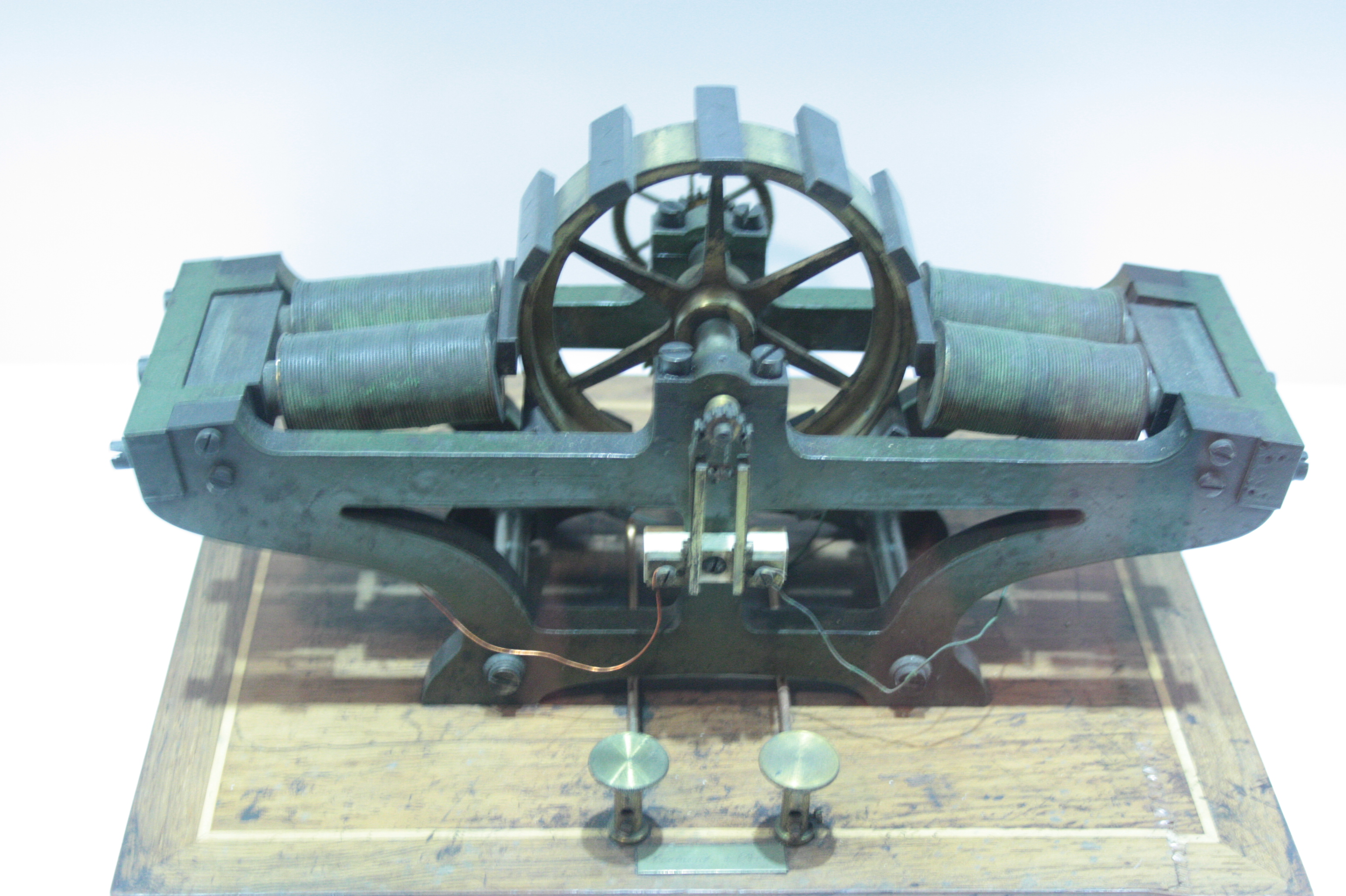
Motore "Mouse mill", 1849, Hunterian Museum, Glasgow

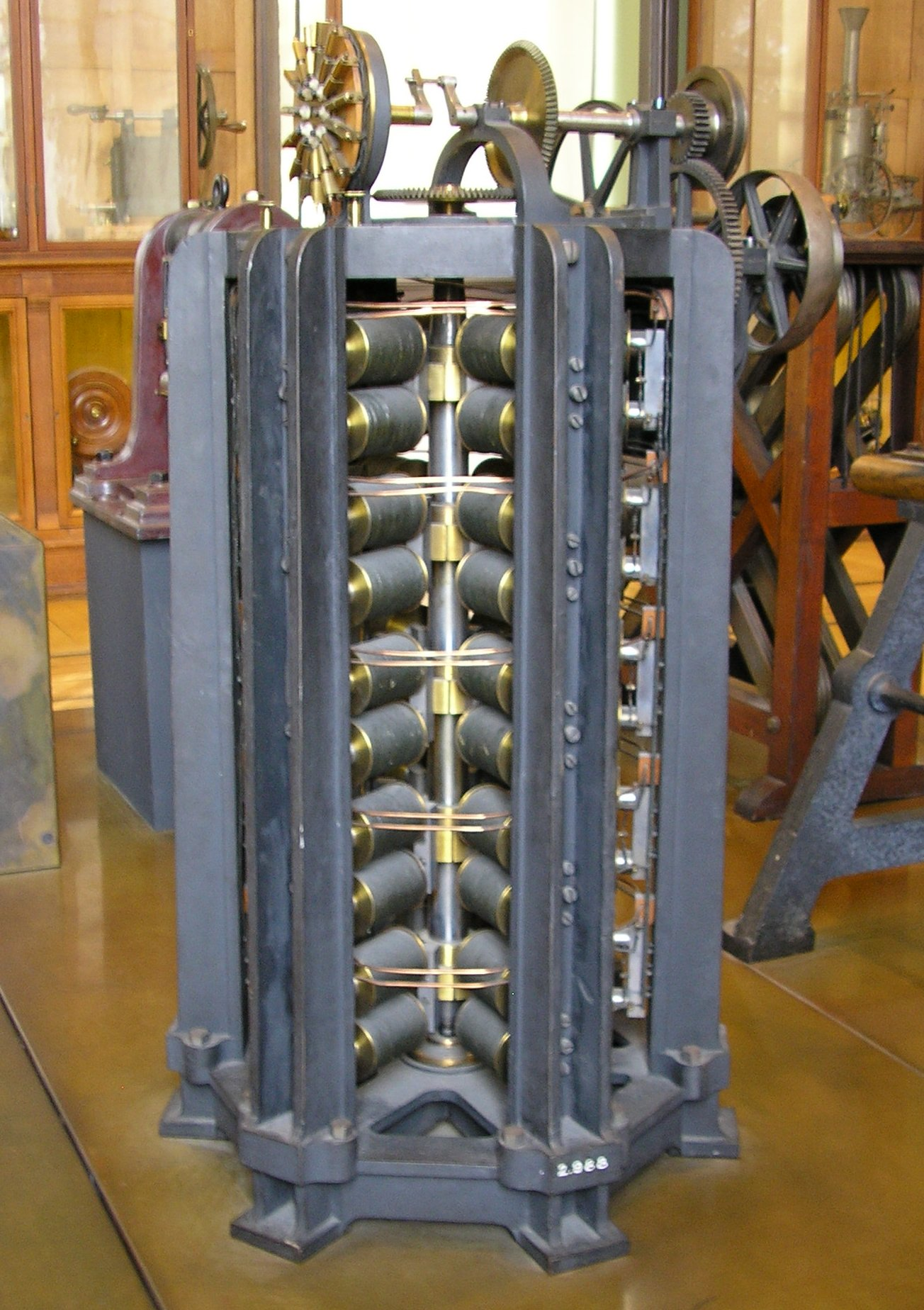
Motore elettrico di Froment, 1844

Paul-Gustave Froment (Parigi, 3 marzo 1815 – Parigi, 10 febbraio 1865) è stato un inventore francese.

## Biografia
Nacque a Parigi e studiò al Collège Sainte-Barbe e al Lycée Louis-le-Grand. Dimostrò fin da bambino un talento per la tecnologia, così il padre decise di farlo studiare all'École polytechnique di Parigi. Successivamente si trasferì in Gran Bretagna per continuare i suoi studi a Manchester.
Al suo ritorno in Francia avrebbe voluto costruire macchine a vapore, ma non poté per mancanza di fondi. Aprì invece un laboratorio a Parigi nel 1844 dove, tra le altre cose, lavorò a un telegrafo in grado di trasmettere segnali scritti e inseriti da tastiera, migliorò inoltre il telaio elettrico di Gaetano Bonelli e aiutò William Hughes a migliorare la sua prima macchina da scrivere.
Lavorò anche al giroscopio con Léon Foucault, per il quale realizzò il pendolo per la sua famosa dimostrazione nel 1851. Nel 1854 costruì una versione più semplice e migliorata dell'orologio elettromeccanico di Charles Shepherd.
È noto soprattutto per la progettazione dei primi motori elettrici per uso industriale, per i quali fu insignito dell'importante Volta Prize nel 1857. Nel suo progetto gli elettromagneti erano caricati in modo da attrarre barre di ferro attaccate a un volano rotante. Nel momento in cui un'asta di ferro raggiunge l'elettromagnete, l'alimentazione del solenoide viene interrotta fino a quando la successiva barra di ferro non si avvicina all'elettromagnete.
Morì a Parigi nel 1865 e fu sepolto nel cimitero di Père-Lachaise.